# Claire Wikholm
Claire Minna Patricia Olofsdotter Wikholm (født 10. oktober 1944 i Stockholm) er en svensk skuespillerinde. Hun var tilknyttet Malmö stadsteater i perioden 1968 til 1971 og arbejdede sidenhen på Stockholms stadsteater.

## Udvalgt filmografi
- Som nat og dag (1969)
- Miss and Mrs Sweden (1969)
- Frida och hennes vän (tv-serie, 1970)
- En håndfuld kærlighed (1974)
- En fyr og hans pige (1975)
- Bang! (1977)
- Forbudt for børn (1979)
- Jeg hedder Maria (1979)
- Græsenkemænd (1982)
- Henrietta (1983)
- Xerxes (tv-serie, 1988)
- Herrekoret Hekla (1992)
- Pensionat Oskar (1995)
- Lilla Jönssonligan och cornflakeskuppen (1996)
- De tre venner og Jerry (animeret tv-serie, 1999)
- Bella bland kryddor och kriminella (tv-serie, 2002)
- Allt om min buske (2007, kun stemme)
- Maria Larssons evige øjeblik (2008)
- Vi hade i alla fall tur med vädret – igen (2008)
- Frøken Mærkværdig og karrieren (animationsfilm, 2010)
- Välkommen åter (tv-serie, 2010)